# Leucania misteca
Leucania misteca là một loài bướm đêm trong họ Noctuidae.